# سیمون پایاسلیان
سیمون پایاسلیان (انگلیسی: Simon Payaslian) یک تاریخ‌نگار، مؤلف و ویراستار ارمنی-آمریکایی است. وی هم‌اکنون در دانشگاه بوستون تدریس می‌کند.

## کتابشناسی
- تاریخ ارمنستان: از خاستگاه‌ها تا هم‌اکنون (به انگلیسی: The History of Armenia: From the Origins to the Present)
- اقتصاد سیاسی بین‌الملل (به انگلیسی: International Political Economy)